# Jim Kremer
Jim Kremer (Esch-sur-Alzette, 18 gennaio 1918 – Lussemburgo, 24 luglio 2000) è stato un calciatore lussemburghese, di ruolo attaccante.

## Carriera

### Club
Ha sempre giocato nel campionato lussemburghese.

### Nazionale
Ha rappresentato la Nazionale del suo paese alle Olimpiadi del 1948.

## Palmarès

### Club

#### Competizioni nazionali
- Campionato lussemburghese: 1

Spora Luxembourg: 1948-1949